# Pittsylvania County
Pittsylvania County ist ein County im Bundesstaat Virginia der Vereinigten Staaten. Bei der Volkszählung im Jahr 2020 hatte das County 60.501 Einwohner und eine Bevölkerungsdichte von 24,1 Einwohner pro Quadratkilometer. Der Verwaltungssitz (County Seat) ist Chatham. Das County gehört zu den Dry Countys, was bedeutet, dass der Verkauf von Alkohol eingeschränkt oder verboten ist.

## Geographie
Pittsylvania County liegt im Südwesten von Virginia, grenzt im Süden an North Carolina und hat eine Fläche von 2533 Quadratkilometern, wovon 19 Quadratkilometer Wasserfläche sind. Es ist in sieben Verwaltungsdistrikte aufgeteilt: Banister, Callands-Gretna, Chatham-Blairs, Dan River, Staunton River, Tunstall und Westover. Das County grenzt im Uhrzeigersinn an folgende Countys: Campbell County, Halifax County, Henry County, Franklin County und Bedford County.

## Geschichte
Gebildet wurde es 1767 aus Teilen des Halifax County. Benannt wurde es nach William Pitt, 1. Earl of Chatham, einem Premierminister von Großbritannien.

## Demografische Daten

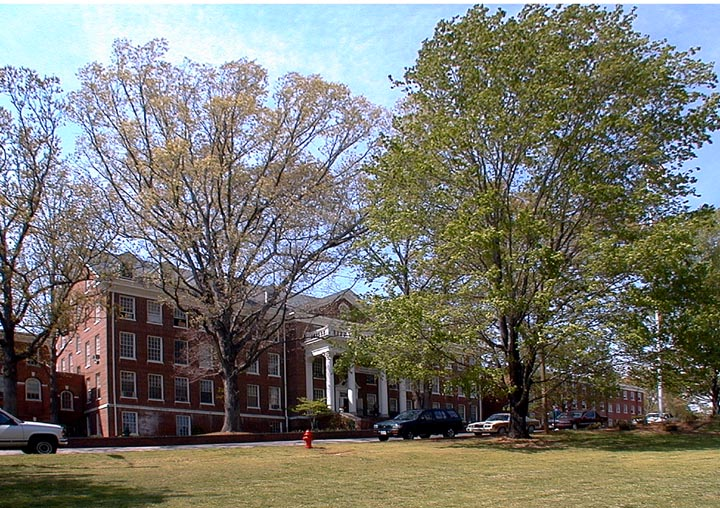
Hauptgebäude der Hargrave Military Academy

Alterspyramide des Pittsylvania County

Nach der Volkszählung im Jahr 2000 lebten im Pittsylvania County 61.745 Menschen in 24.684 Haushalten und 18.216 Familien. Die Bevölkerungsdichte betrug 25 Einwohner pro Quadratkilometer. Ethnisch betrachtet setzte sich die Bevölkerung zusammen aus 75,00 Prozent Weißen, 23,66 Prozent Afroamerikanern, 0,14 Prozent amerikanischen Ureinwohnern, 0,19 Prozent Asiaten und 0,37 Prozent aus anderen ethnischen Gruppen; 0,63 Prozent stammten von zwei oder mehr Ethnien ab. 1,23 Prozent der Bevölkerung waren spanischer oder lateinamerikanischer Abstammung.
Von den 24.684 Haushalten hatten 30,4 Prozent Kinder und Jugendliche unter 18 Jahre, die bei ihnen lebten. 58,3 Prozent waren verheiratete, zusammenlebende Paare, 11,7 Prozent waren allein erziehende Mütter, 26,2 Prozent waren keine Familien, 23,4 Prozent waren Singlehaushalte und in 9,8 Prozent lebten Menschen im Alter von 65 Jahren oder darüber. Die Durchschnittshaushaltsgröße betrug 2,49 und die durchschnittliche Familiengröße lag bei 2,93 Personen.
Auf das gesamte County bezogen setzte sich die Bevölkerung zusammen aus 23,0 Prozent Einwohnern unter 18 Jahren, 7,2 Prozent zwischen 18 und 24 Jahren, 28,8 Prozent zwischen 25 und 44 Jahren, 26,6 Prozent zwischen 45 und 64 Jahren und 14,3 Prozent waren 65 Jahre alt oder darüber. Das Durchschnittsalter betrug 40 Jahre. Auf 100 weibliche Personen kamen 95,4 männliche Personen. Auf 100 Frauen im Alter von 18 Jahren oder darüber kamen statistisch 92,9 Männer.

Das jährliche Durchschnittseinkommen eines Haushalts betrug 35.153 USD, das Durchschnittseinkommen der Familien betrug 41.175 USD. Männer hatten ein Durchschnittseinkommen von 30.105 USD, Frauen 21.382 USD. Das Prokopfeinkommen betrug 16.991 USD. 8,6 Prozent der Familien und 11,8 Prozent der Bevölkerung lebten unterhalb der Armutsgrenze. Davon waren 14,8 Prozent Kinder oder Jugendliche unter 18 Jahre und 16,6 Prozent waren Menschen über 65 Jahre.